# Eriocaulon vaupesense
Eriocaulon vaupesense är en gräsväxtart som beskrevs av Harold Norman Moldenke. Eriocaulon vaupesense ingår i släktet Eriocaulon och familjen Eriocaulaceae.
Artens utbredningsområde är Colombia. Inga underarter finns listade i Catalogue of Life.